# Vezza d’Oglio

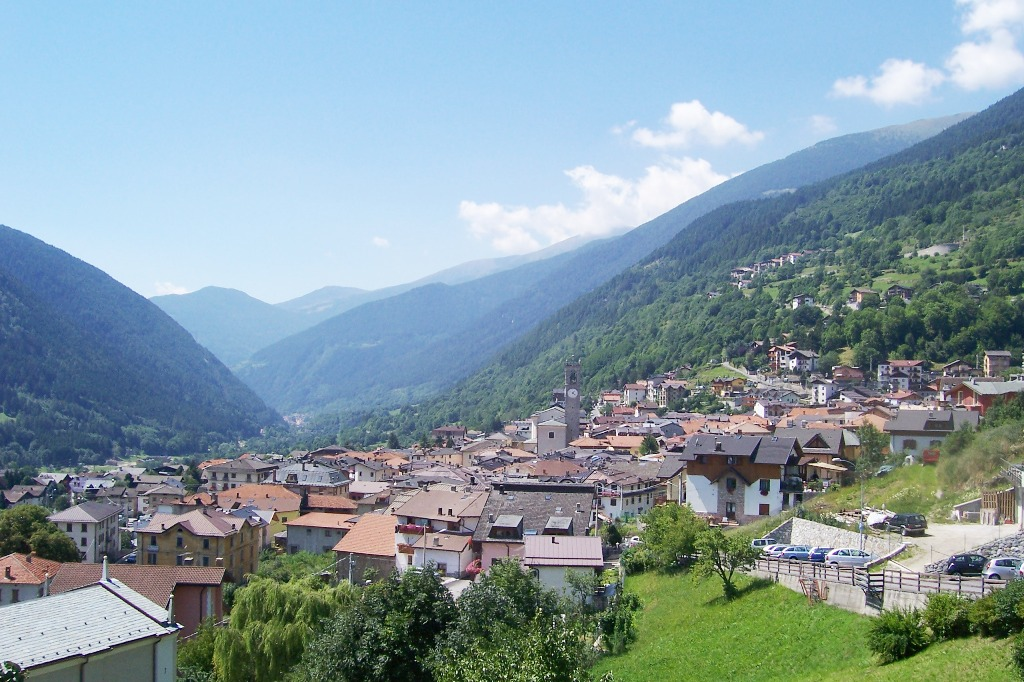
Panorama von Vezza d’Oglio

Vezza d’Oglio ist eine norditalienische Gemeinde (comune) mit 1480 Einwohnern (Stand 31. Dezember 2023) in der Provinz Brescia in der Lombardei. Die Gemeinde liegt etwa 80 Kilometer nordnordöstlich von Brescia im Valcamonica am Oglio, gehört zur Unione Comuni dell’Alta Valle Camonica und grenzt unmittelbar an die Provinz Sondrio.

## Gemeindepartnerschaft
Vezza d’Oglio unterhält seit 2002 eine Partnerschaft mit der französischen Gemeinde Flayosc im Département Var.

## Verkehr
Durch die Gemeinde führt die Strada Statale 42 del Tonale e della Mendola von Treviglio nach Bozen.